# Fabio Mussi
Fabio Mussi (ur. 22 stycznia 1948 w Piombino) – włoski polityk, działacz komunistyczny, były minister i parlamentarzysta.

## Życiorys
Studiował początkowo w Scuola Normale di Pisa, ukończył ostatecznie filozofię na Uniwersytecie w Pizie.
Od 1966 był działaczem Włoskiej Partii Komunistycznej, od 1979 zasiadał w jej centralnym komitecie. W pierwszej połowie lat 80. przewodniczył strukturom PCI w regionie Kalabria, następnie wszedł do najwyższych władz partii. Był też współwydawcą gazety "L'Unità", oficjalnego organu komunistów.
Po rozwiązaniu PCI przystąpił do Demokratycznej Partii Lewicy. Od 1992 do 1994 i ponownie od 1996 do 2008 sprawował mandat poselski jako członek Izby Deputowanych XI, XIII, XIV i XV kadencji.
W 1998 brał udział w założeniu Demokratów Lewicy, powstałej na bazie PDS nowej partii lewicowej funkcjonującej w ramach Drzewa Oliwnego. Po zwycięstwie L'Unione w wyborach w 2006 objął urząd ministra szkolnictwa wyższego i nauki w rządzie Romano Prodiego. W 2007 opuścił dotychczasowe ugrupowanie, sprzeciwiając się koncepcji powołania jednolitej Partii Demokratycznej. Został koordynatorem krajowym i faktycznym liderem kolejnej formacji pod nazwą Demokratyczna Lewica.
W 2008, po porażce wyborczej lewicowej koalicji Lewica-Tęcza, utracił mandat poselski, stanowisko ministra, a następnie zrezygnował z kierowania SD.